# フランツヨーゼフ線
フランツヨーゼフ線（ドイツ語;Franz-Josefs-Bahn）は、オーストリア国鉄の鉄道線の名称である。路線番号は、アプスドルフ - ヴェレニツェ間が800、ヴィーン - クレムス間が810。

## 歴史

### 皇帝フランツ・ヨーゼフ鉄道
1869年11月1日にグミュント - エゲンブルク区間が、1870年6月23日にエゲンブルク - ウィーン区間がそれぞれ開業された。この路線はホルンやヴァイデンホーフェン（ターヤ）と連結されないので、経路は異例的であった。二つの町はのちにカンプ谷線やターヤ谷線により連結された。1884年5月1日にこの路線は他の皇帝フランツ・ヨーゼフ鉄道路線と共にオーストリア帝国鉄道に所属することとなった。
この路線は1889年から1905年まで複線線路で改修されて、1898年にはハイリゲンシュタット - トゥルン区間にはシュタットバーンの路線が導入された。

### オーストリア連邦鉄道時代
1925年にシュタットバーンの区間はウィーン電気都市鉄道の導入で都市鉄道から外された。
二番目の線路は1959年にジグムンツヘルベルク - グミュント区間で、1967年にアプスドルフ＝ヒパースドルフ - ジグムンツヘルベルク区間で撤去された。1960年代以来国際夜行列車路線が導入された。
1978年にウィーン - トゥルン区間がまずは電化されて、翌年にアプスドルフ＝ヒパースドルフまで電気運転は実現された。1984年9月に電車線がアプスドルフ＝ヒパースドルフ - ジグムンツヘルベルク区間に設置された。
1995年にこの路線はオーストリア区間で電化された幹線鉄道として表明された。1990年代まで特急列車ヴィドボナー号がフランツ・ヨーゼフ鉄道を経由したが、運行経路は北部鉄道に変更された。この路線では中距離列車のみがその時から通行している。

### ÖBB持ち株会社時代
2005年から2009年まで2編の国際列車がチェスケー・ブジェヨヴィツェ行きおよびプルゼニ行きでこの路線で通行した。2009年に国際列車は「EUレギオ（EuRegio, ER）」としてブジェヨヴィツェまで走行した。2010年にEU列車は廃止され、快速列車により置き換えられた。
2015年にいくつかの停車場が、列車の走行時間を短縮する過程で廃止された。その結果、トゥルン以後の区間は、他区間と比べて駅間距離が長くなっている。

## 運行形態[4]
ウィーン - グミュント区間の運賃システムは東部地域運輸連合（Verkehrsverbund Ost-Region, VOR）により管理されている。

### 特別快速「レギオナル・エクスプレス(REX)」
下記5系統に分かれる。
- REX4系統：　ヴィーン - クレムス間
1時間あたり、平日1.5本、休日1本の運行。平日は、ヴァーグラムとエツドルフを通過する列車が1時間間隔で、停車する列車が2時間間隔で運行する。後者は、北行に限り多くがアプスドルフを通過する。平日朝の東行で一日1便のみ、エツドルフからザンクトアンドレまでノンストップの列車もある。休日はほとんどの列車がヴァーグラムとエツドルフに停車する。
2023年度以前は1時間に1本の運行で、全列車がアプスドルフとトゥルンに、ほとんどの列車がヴァーグラムとエツドルフに停車していた。

- REX41系統：　ヴィーン - グミュント　【平日運行】　　※最速の運転系統
平日朝にヴィーン行が、金曜日午後にグミュント行が、一日1本ずつ運行する。全線にわたって快速運行し、線内最速の種別となっている。
2017年以前は、金曜日のグミュント行のみ週1本の運行であった。2020年以前は「ヴァルトフィアテル・エクスプレス」の愛称がつけられていた。

- REX41系統：　ヴィーン → チェスケー・ヴェレニツェ　【平日運行】　　※エッゲンブルク以北各駅停車
平日のみ、一日片道1本の運行。平日の夕方にヴェレニツェ行が運行する。ハイリゲンシュタット - エッゲンブルク間ノンストップである他は、各駅に停車する。
過去の運行形態
2017年以前は、グミュント発ウィーン行が2本、ウィーン発グミュント行が1本の運行であった。北行に「ヴァルトフィアテル・シュプリンター」、南行に「ブロックハイデ」の愛称がつけられていた。
2018年度より、平日のみ一日1往復の運行となり、早朝に南行が、夕方に北行が運行する様になった。
2020年度より、土曜日早朝の南行が運行を開始した。また、北行はヴェレニツェ行となった。
2021年度より、愛称名を使用していない。
2024年度より、南行がトゥルン停車の列車に置き換えられた。

- REX41系統：　グミュント → ヴィーン　【土曜・休日運行】　　※ツィアースドルフにも停車
土曜・休日に限り夜に片道1本が運行する。全線で快速運転する他、ツィアースドルフにも停車する。
過去の運行形態
2017年以前は、日曜のみグミュント → ウィーン間に週1本の運行で、「ヴァルトフィアテル・エクスプレス」の愛称で運行していた。シュヴァーツェナウを通過し、リンベルクに停車していた。
2017年末より、「ネーベルシュタイン」の愛称となった。
2019年末に、土曜・日曜の運行となり、春・夏は2本運行する様になった。通年運行の1本は「ヴァルトフィアテル・シュプリンター」に愛称変更された。季節増発便のみ「ネーベルシュタイン」の愛称となり、ヴェレニツェ始発となった。また、シュヴァーツェナウ停車、リンベルク通過となった。
2023年度より、春・夏の増発便が、シルヴァ・ノルティカ号に置き換えられる形で休止となった。

- シルヴァ・ノルティカ号：　ヴィーン - ヴェレニツェ - プラハ　　※トゥルンにも停車
平日は一日1往復、土曜・休日は一日2往復の運行。ヴェレニツェ以北はチェコ鉄道226号線に直通する。トゥルンに停車し、全区間で快速運転する。
2023年度に運行を開始した。

- REX41系統：　ヴィーン - ハイリゲンシュタット - グミュント ( → ヴェレニツェ )　【平日・土曜運行】　　※トゥルンにも停車、エッゲンブルク以北各駅停車
平日に一日1.5往復、土曜日に南行のみ片道1本が運行する。朝に南行が2本、夕方に北行が1本運行する。トゥルンに停車し、トゥルン - エッゲンブルク間ノンストップ。
過去の運行形態
2017年末に運行を開始した。当初は、ヴィーン - グミュント間に平日のみ一日1往復の運行であった。北行に限り「ヴァッケルシュタイン」の愛称がつけられていた。
2021年度より、北行がヴェレニツェまで運行する様になった。
2022年度に限り、北行がハイリゲンシュタット始発であった。
2024年度より、平日・土曜日に南行1本が増発となった。

- REX41系統：　ヴィーン - ジグムンツハーベルク/チェスケー・ヴェレニツェ　　※トゥルン以北、多くは各駅停車
1時間に1本の運行。半数がジグムンツハーベルク止まりで、残り半数がヴェレニツェまで直通する。

- 過去の運行系統
  - 「ラットランパー・ドナウ」　ヴィーン - トゥルン - パッサウ間
2019年以前、夏季のみ一日1往復の運行していた。トゥルン以西は112号線に直通していた。シュピッテラウを通過し、クロスターノイブルク・キアーリンクに停車するのが特徴であった。

### 快速「レギオナルツーク(R)」
下記2系統に分かれる。
- R40系統：　ザンクト・アンドレ - ウィーン　【平日運行】
平日の朝・夕方のみ、30分間隔での運行。ほぼ各駅に停車するが、通過駅が2駅以上あるのが特徴。
過去の運行形態
2016年以前は、一日片道2本、ザンクトアンドレ発ヴィーン・フランツヨーゼフ行のみ運行していた。
2017年は一日3本、2018年度は一日4本運行していた。
2019年に限り、片道1本が112号線のザンクトペルテンから直通していた（112号線内は普通列車(S40)として運行、ザンクトアンドレ以北各駅停車）。
2019年末に、元の一日2本に戻り、全てザンクトアンドレ始発となった。
2020年末に増発され、上下とも朝・夕方に30分毎に運行する様になった。当時はフランツヨーゼフ駅まで運行していた。
2022年度に限り、全列車ハイリゲンシュタット止まりであった。

- R44系統：　ザンクト・ペルテン - クレムス - ハーダースドルフ - ホーン間
一時間に1本の運行。主に820号線を運行するが、特別快速の通過するハーダースドルフ - クレムス間のローカル輸送を担っている。

- CDR系統：　トルジェボニ → ヴェレニツェ → グミュント　【平日運行】
平日に限り、一日片道1本の運行。夏季は運休する。ヴェレニツェ以北はチェコ鉄道226号線から直通する。
2019年以前はヴェレニツェ始発で運行していた。2020年度より運休し、2023年度よりトルジェボニ始発で運行を再開した。

### 普通「Sバーン(S40)」
- ハイリゲンシュタット - トゥルン - トゥルン町/ザンクト・ペルテン
平日は30分間隔の運行で、半数強がトゥルン町止まり、半数弱がザンクト・ペルテンまで運行される。トゥルン以西は112号線に直通する。
2020年以前は、休日の本数が少なく、1時間に1本の運行であった。トゥルン町以西への直通は、平日は1時間に1本だが、土曜・休日2時間に1本であった。また、2021年以前はフランツヨーゼフ駅まで直通していた。

## 駅一覧
以下では、フランツヨーゼフ線の駅と営業キロ、停車列車、接続路線などを一覧表で示す。

### ヴィーン - チェスケー・ヴェレニツェ間
- 種別
  - WE：特別快速（特急級）旧「ヴァルトフィアテル・エクスプレス」、「ヴァルトフィアテル・シュプリンター」、「ブロックイハイデ」
  - NS：特別快速（特急級）旧「ネーベルシュタイン」
  - SN：特別快速（区間特急級）「シルヴァ・ノルティカ」、旧「ヴァッケンシュタイン」
  - REX：特別快速
  - R：快速
  - S：普通
- 停車駅
  - ■印：全列車停車
  - ●印：一部通過
  - ∨▲印：ヴィーン行停車、グミュント行通過
  - ▼∧印：グミュント行停車、ヴィーン行通過
  - ○印：一部停車
  - ｜印：全列車通過

| 路線名 | 駅名                                       | 駅間営業キロ | 累計営業キロ | WS | NS | SN | REX | R  | S | 接続路線                                                                                 | 所在地                   | 所在地                                   |
| ------ | ------------------------------------------ | ------------ | ------------ | -- | -- | -- | --- | -- | - | ---------------------------------------------------------------------------------------- | ------------------------ | ---------------------------------------- |
| 810    | ヴィーン・フランツヨーゼフ駅               | -            | 0.0          | ■  | ■  | ■  | ■   |    |   | 地下鉄（平和橋駅） U4線（シュヴェーデン広場方面）                                        | ヴィーン市               | アルザーグルント区                       |
| 810    | シュピッテラウ駅                           | 1.1          | 1.1          | ■  | ■  | ■  | ■   |    |   | 地下鉄 U4線（シュヴェーデン広場方面） U6線（フローリツドルフ方面、アルターラー方面）     | ヴィーン市               | アルザーグルント区                       |
| 810    | ハイリゲンシュタット駅                     | 1.6          | 2.7          | ■  | ■  | ■  | ■   | ■  | ■ | 945号線（ヒュッテルドルフ方面、ハンデルスカイ方面） 地下鉄U4線（シュヴェーデン広場方面） | ヴィーン市               | デーブリンク区                           |
| 810    | ヌスドルフ駅                               | 1.3          | 4.0          | ｜ | ｜ | ｜ | ｜  | ｜ | ● |                                                                                          | ヴィーン市               | デーブリンク区                           |
| 810    | クロスターノイブルク・ヴァイドリンク駅     | 4.9          | 8.9          | ｜ | ｜ | ｜ | ｜  | ■  | ■ |                                                                                          | ニーダーエスターライヒ州 | ヴィーン郊外郡                           |
| 810    | クロスターノイブルク・キアーリンク駅       | 1.5          | 10.4         | ｜ | ｜ | ｜ | ｜  | ■  | ■ |                                                                                          | ニーダーエスターライヒ州 | ヴィーン郊外郡                           |
| 810    | 下クリッツェンドルフ駅                     | 2.0          | 12.4         | ｜ | ｜ | ｜ | ｜  | ｜ | ■ |                                                                                          | ニーダーエスターライヒ州 | ヴィーン郊外郡                           |
| 810    | クリッツェンドルフ駅                       | 1.5          | 13.9         | ｜ | ｜ | ｜ | ｜  | ■  | ■ |                                                                                          | ニーダーエスターライヒ州 | ヴィーン郊外郡                           |
| 810    | ヘーフライン・アン・デア・ドナウ駅         | 2.5          | 16.6         | ｜ | ｜ | ｜ | ｜  | ■  | ■ |                                                                                          | ニーダーエスターライヒ州 | ヴィーン郊外郡                           |
| 810    | グライフェンシュタイン・アルテンベルク駅   | 2.7          | 19.3         | ｜ | ｜ | ｜ | ｜  | ｜ | ■ |                                                                                          | ニーダーエスターライヒ州 | トゥルン郡                               |
| 810    | ザンクト・アンドレ・ヴェアダーン駅         | 2.6          | 21.9         | ｜ | ｜ | ｜ | ○   | ■  | ■ |                                                                                          | ニーダーエスターライヒ州 | トゥルン郡                               |
| 810    | ツァイゼルマウアー・ケーニヒシュテッテン駅 | 2.7          | 24.6         | ｜ | ｜ | ｜ | ｜  |    | ■ |                                                                                          | ニーダーエスターライヒ州 | トゥルン郡                               |
| 810    | ムッケンドルフ・ヴィプフィンク駅           | 2.0          | 26.6         | ｜ | ｜ | ｜ | ｜  |    | ■ |                                                                                          | ニーダーエスターライヒ州 | トゥルン郡                               |
| 810    | ランゲンレバーン駅                         | 2.0          | 28.6         | ｜ | ｜ | ｜ | ｜  |    | ■ |                                                                                          | ニーダーエスターライヒ州 | トゥルン郡                               |
| 810    | トゥルン・アン・デア・ドナウ駅             | 4.5          | 33.1         | ｜ | ｜ | ■  | ●   |    | ■ | 112号線（ザンクトペルテン方面）                                                          | ニーダーエスターライヒ州 | トゥルン郡                               |
| 810    | アプスドルフ・ヒッパースドルフ駅           | 10.9         | 44.0         | ｜ | ｜ | ｜ | ●   |    |   | クレムス方面、903号線（レオバースドルフ方面）                                            | ニーダーエスターライヒ州 | トゥルン郡                               |
| 800    | グロスヴァイカースドルフ駅                 | 8.4          | 52.4         | ｜ | ｜ | ｜ | ●   |    |   |                                                                                          | ニーダーエスターライヒ州 | トゥルン郡                               |
| 800    | ツィアースドルフ駅                         | 8.0          | 60.4         | ○  | ■  | ｜ | ●   |    |   |                                                                                          | ニーダーエスターライヒ州 | ホラブルン郡                             |
| 800    | リンベルク・マイッサウ駅                   | 9.3          | 69.7         | ｜ | ｜ | ｜ | ●   |    |   |                                                                                          | ニーダーエスターライヒ州 | ホラブルン郡                             |
| 800    | エッゲンブルク駅                           | 9.0          | 78.7         | ■  | ■  | ■  | ■   |    |   |                                                                                          | ニーダーエスターライヒ州 | ホーン郡                                 |
| 800    | ジグムンツハーベルク駅                     | 9.9          | 88.6         | ■  | ■  | ■  | ■   |    |   | 820号線（ザンクトペルテン方面）                                                          | ニーダーエスターライヒ州 | ホーン郡                                 |
| 800    | ヘッツェルスドルフ・ゲーラス駅             | 9.4          | 98.0         | ●  | ｜ | ○  | ●   |    |   |                                                                                          | ニーダーエスターライヒ州 | ホーン郡                                 |
| 800    | イアンフリッツ駅                           | 10.9         | 108.9        | ●  | ｜ | ○  | ●   |    |   |                                                                                          | ニーダーエスターライヒ州 | ホーン郡                                 |
| 800    | ゲプフリッツ駅                             | 12.5         | 121.4        | ■  | ■  | ■  | ■   |    |   |                                                                                          | ニーダーエスターライヒ州 | ツヴェットル郡                           |
| 800    | アレンツタイク駅                           | 7.2          | 128.6        | ●  | ｜ | ○  | ●   |    |   |                                                                                          | ニーダーエスターライヒ州 | ツヴェットル郡                           |
| 800    | シュヴァーツェナウ駅                       | 9.7          | 138.3        | ■  | ■  | ■  | ■   |    |   |                                                                                          | ニーダーエスターライヒ州 | ツヴェットル郡                           |
| 800    | フィーティス駅                             | 8.8          | 147.1        | ■  | ■  | ■  | ■   |    |   |                                                                                          | ニーダーエスターライヒ州 | ヴァイトホーフェン・アン・デア・ターヤ郡 |
| 800    | ヒアシュバッハ駅                           | 3.6          | 150.7        | ●  | ｜ | ○  | ●   |    |   |                                                                                          | ニーダーエスターライヒ州 | グミュント郡                             |
| 800    | ピュアバッハ・シュレムス駅                 | 3.4          | 154.1        | ●  | ｜ | ○  | ●   |    |   |                                                                                          | ニーダーエスターライヒ州 | グミュント郡                             |
| 800    | グミュント駅                               | 7.8          | 161.9        | ■  | ■  | ■  | ■   | ■  |   | 801号線（ゲールンクス方面）、802号線（リチャウ方面）                                     | ニーダーエスターライヒ州 | グミュント郡                             |
| 199    | チェスケー・ヴェレニツェ駅                 | 1.9          | 163.8        | ■  | ■  |    | ■   | ■  |   | チェコ国鉄 199号線（ブヂェヨヴィツェ方面）、226号線（ヴェセリー方面）                    | 南ボヘミア州             | インドルジフーフ・フラデツ郡             |

### アプスドルフ・ヒッパースドルフ - クレムス・アン・デア・ドナウ間
- 種別
  - REX：特別快速
  - R：普通
- 停車駅
  - ■印：全列車停車
  - ●印：一部通過
  - ○印：一部停車
  - ｜印：全列車通過

| 路線名 | 駅名                               | 駅間営業キロ | 累計営業キロ | REX | R | 接続路線                                                   | 所在地                   | 所在地           |
| ------ | ---------------------------------- | ------------ | ------------ | --- | - | ---------------------------------------------------------- | ------------------------ | ---------------- |
| 810    | アプスドルフ・ヒッパースドルフ駅   | -            | 0.0          | ●   |   | ヴィーン方面、グミュント方面 903号線（ウィーン中央駅方面） | ニーダーエスターライヒ州 | トゥルン郡       |
| 810    | キルヒベルク・アム・ヴァーグラム駅 | 7.4          | 7.4          | ●   |   |                                                            | ニーダーエスターライヒ州 | トゥルン郡       |
| 810    | フェルス駅                         | 5.4          | 12.8         | ●   |   |                                                            | ニーダーエスターライヒ州 | トゥルン郡       |
| 810    | ヴァーグラム・グラーフェネク駅     | 3.7          | 16.5         | ○   |   |                                                            | ニーダーエスターライヒ州 | トゥルン郡       |
| 810    | エツドルフ・シュトラス駅           | 4.1          | 20.6         | ○   |   |                                                            | ニーダーエスターライヒ州 | クレムスラント郡 |
| 810    | ハーダースドルフ・アム・カンプ駅   | 1.5          | 22.1         | ■   | ■ | 820号線                                                    | ニーダーエスターライヒ州 | クレムスラント郡 |
| 810    | ゲーダースドルフ駅                 | 2.5          | 24.6         | ○   | ● |                                                            | ニーダーエスターライヒ州 | クレムスラント郡 |
| 810    | ローレンドルフ駅                   | 2.6          | 27.2         | ○   | ● |                                                            | ニーダーエスターライヒ州 | クレムスラント郡 |
| 810    | クレムス・アン・デア・ドナウ駅     | 4.3          | 31.5         | ■   | ■ | 811号線、820号線                                           | ニーダーエスターライヒ州 | クレムス市       |